# Vislanes

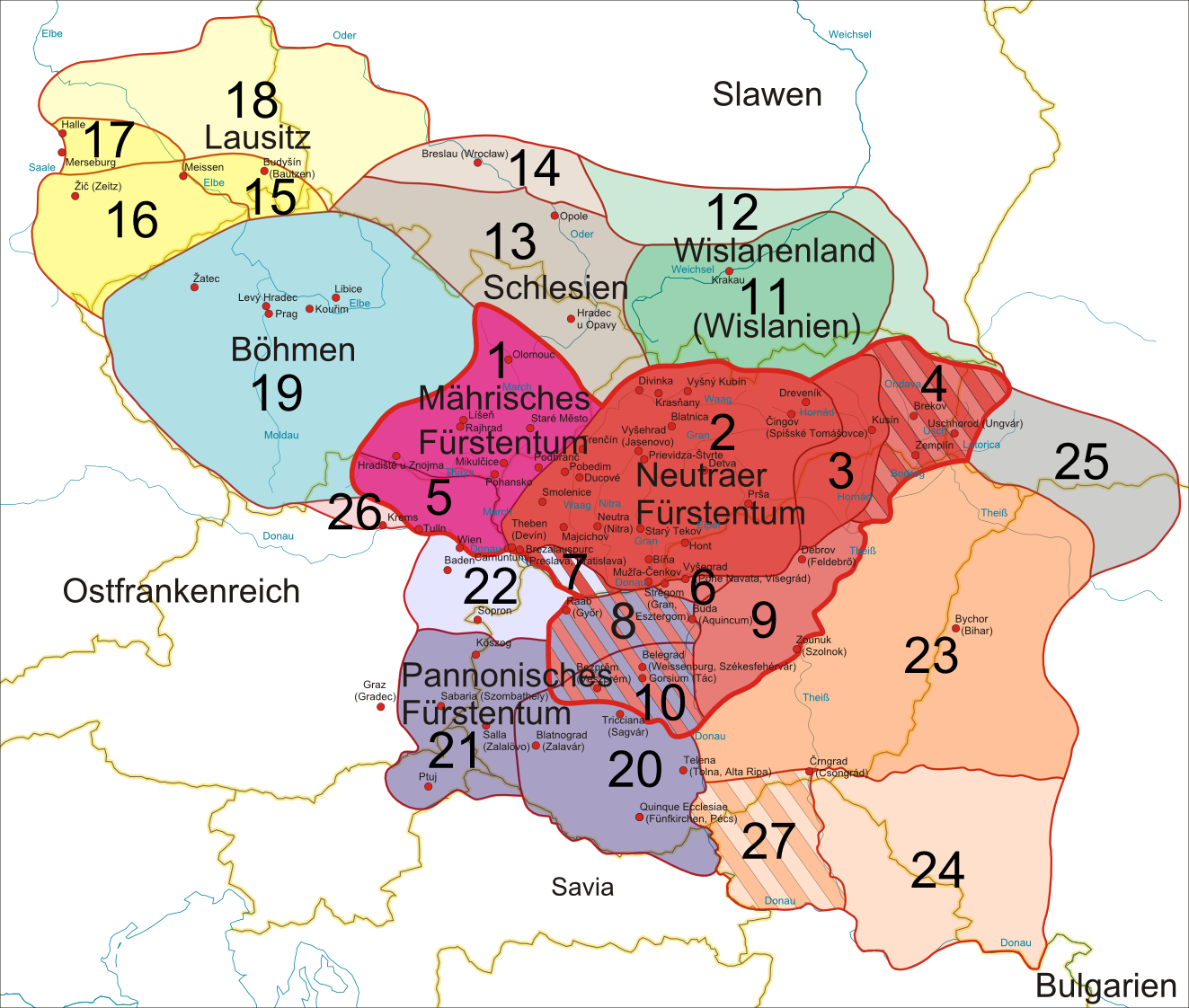
Carte de la Grande-Moravie sur laquelle figure le territoire des Vislanes (11).

Les Vislanes (en polonais Wiślanie) étaient une tribu slave installée au moins depuis le VIIe siècle dans la région du cours supérieur de la Vistule (Petite-Pologne actuelle).
Au IXe siècle, les Vislanes avaient créé un état tribal dont les principaux centres étaient Cracovie, Wiślica, Sandomierz et Stradów. Ils constituaient la plus puissante et la plus nombreuse tribu de ce qui deviendra plus tard la Pologne.
Vers 874, la Grande-Moravie de Svatopluk Ier soumet les Vislanes. Leur chef est contraint de se faire baptiser.
La notice concernant le prince des Vislanes dans La Vie de Méthode (en slavon) est la mention historique la plus ancienne sur l'une des tribus polonaises.
Après une centaine d’années passée sous la domination tchèque, le pays des Vislanes et leur capitale Cracovie sont conquis par les Polanes et incorporés à la Pologne naissante.